# Kenley Jansen
Kenley Geronimo Jansen (Willemstad, Curazao, 30 de septiembre de 1987) es un lanzador de las Grandes Ligas de Béisbol que jugo para Atlanta Braves y los Boston Red Sox. Actualmente milita en el equipo de Los Ángeles Dodgers, equipo con el que debutó en 2010, como pitcher cerrador.

## Biografía
Jansen nació en Willemstad, Curazao, el más joven de los tres hijos de Isidor y Bernadette Jansen. Su padre trabajó en la construcción hasta sufrir un accidente cerebrovascular cuando Kenley tenía 12 años; su madre es una agente de viajes. Jansen comenzó a jugar béisbol a la edad de seis años, junto a sus hermanos. Comenzó como un jardinero antes de pasar al campocorto. Jansen luego se encontró con Andrelton Simmons, y fue transferido a la tercera base. Más tarde jugó primera base y receptor.

## Carrera

### Ligas Menores
Jansen fue contratado como receptor libre no seleccionado por los Dodgers el 17 de noviembre de 2004, y fue asignado a los Dodgers de la Costa del Golfo de la Clase Novata, donde jugó 37 juegos y bateó .304 antes de ser promovido al Ogden Raptors de la Pioneer League el 26 de agosto. Tuvo dos hits en 11 turnos al bate en tres juegos para Ogden. Regresó con el equipo de la Costa del Golfo la siguiente temporada, bateando .245 en 35 juegos. Después de la temporada jugó para el North Shore Honu en la Hawaii Winter Baseball League, donde bateó .121 en nueve juegos.

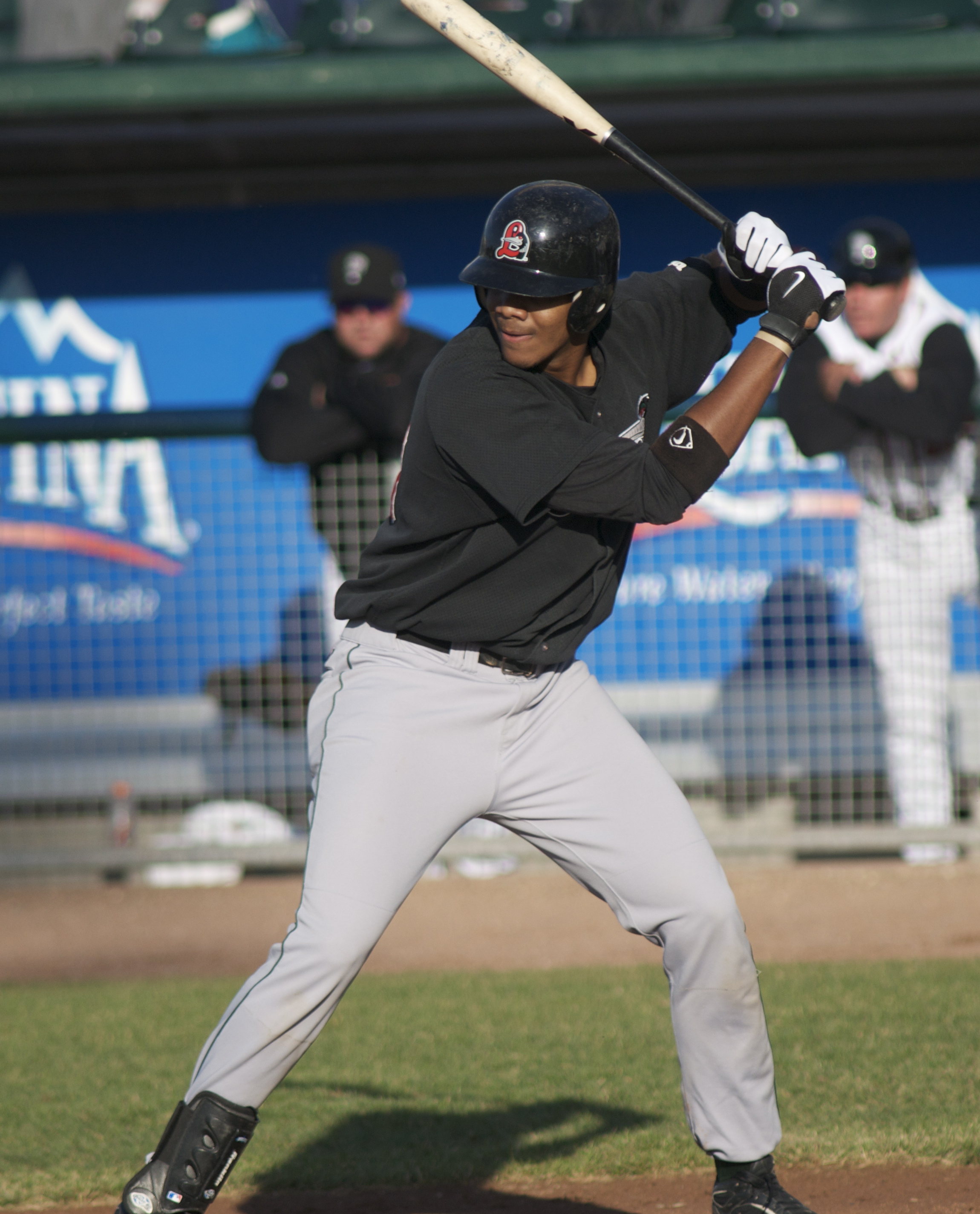
Jansen bateando para los Great Lakes Loons en 2008

Jansen dividió el 2007 entre los Raptors y los Great Lakes Loons de Clase A de la Midwest League, alcanzando .207 en 73 juegos. Después de la temporada, volvió a jugar en Hawaii Winter Baseball, esta vez para los CaneFires de West Oahu. En 2008 con los Loons, bateó .227 y 9 jonrones en 79 juegos. Fue seleccionado para el juego All-Star de la Midwest League de mitad de temporada.
En 2009, fue el receptor titular para el equipo de los Países Bajos en el Clásico Mundial de Béisbol. En la victoria de Holanda ante el equipo favorito de República Dominicana, Jansen eliminó a Willy Taveras en un intento de robo de tercera base en la novena entrada, una jugada clave en el juego. Comenzó 2009 con Inland Empire 66ers de San Bernardino, pero bateó solo .202 en 38 juegos. A pesar de eso, apareció en ocho juegos para los Isótopos Triple-A de Albuquerque, pero solo tuvo cinco hits en 27 turnos al bate.
Los Dodgers convencieron a Jansen de que no tenía futuro en el receptor debido a sus pobres números ofensivos y que debería cambiar al pitcheo. Bajo la tutela del exjugador de grandes ligas Charlie Hough, hizo la conversión en la segunda mitad de la temporada 2009 en Inland Empire. Lanzó 11 2/3 entradas para los 66ers, permitiendo seis carreras limpias. Continuó la conversión en la Liga de Otoño de Arizona para Peoria Javelinas.
Fue agregado a la lista de 40 jugadores de los Dodgers el 19 de noviembre de 2009. Empezó de nuevo con Inland Empire y solo permitió cinco carreras en 18 entradas mientras ponchó a 28 bateadores. El 15 de mayo de 2010, fue ascendido a los Miradores Dobles de Chattanooga, donde fue seleccionado para el juego estelar de mitad de temporada de la Liga del Sur. Lanzó 27 entradas en 22 juegos para los Lookouts, con efectividad de 1.67.

### Los Angeles Dodgers

#### 2010
El 23 de julio de 2010, fue promovido a los Dodgers. Hizo su debut en Grandes Ligas en alivio el 24 de julio contra los Mets de Nueva York, donde lanzó una entrada sin permitir carreras, retirando a los tres bateadores que enfrentó y ponchando a dos. Al día siguiente, el 25 de julio, registró su primer salvamento de Grandes Ligas, cuando lanzó una entrada de 1-2-3 contra los Mets.
El 26 de agosto de 2010, Jansen caminó y anotó una carrera en su primera aparición en la Liga Mayor en Miller Park en Milwaukee contra Yovani Gallardo de los Cerveceros y obtuvo su primer hit de Grandes Ligas el 31 de agosto de 2010, en el Dodger Stadium. El hit fue un sencillo en el medio contra Kyle Kendrick de los Filis de Filadelfia. Registró su primera victoria contra los Astros de Houston el 11 de septiembre en el Minute Maid Park. Apareció en 25 juegos con los Dodgers en 2010, trabajando 27 entradas con un récord de 1-0 y una efectividad de 0.67. También salvó cuatro juegos en 2010.

#### 2011
En 2011 se convirtió en un miembro clave del bullpen de los Dodgers. Estaba 2-1 con una efectividad de 2.85 en 53 2/3 entradas y salvó 5 juegos. También ponchó a 96 bateadores, estableciendo un nuevo récord de temporada de Grandes Ligas con 16 1/3 ponches por cada nueve entradas.

#### 2012
En mayo de 2012, se convirtió en el cerrador de los Dodgers después de que Javy Guerra luchó por el papel. Al final de la temporada, después de perder algo de tiempo debido a problemas cardíacos, Jansen fue reemplazado por Brandon League. Apareció en 65 juegos con un récord de 5-3, efectividad de 2.35, 99 ponches y 25 salvados.

#### 2013

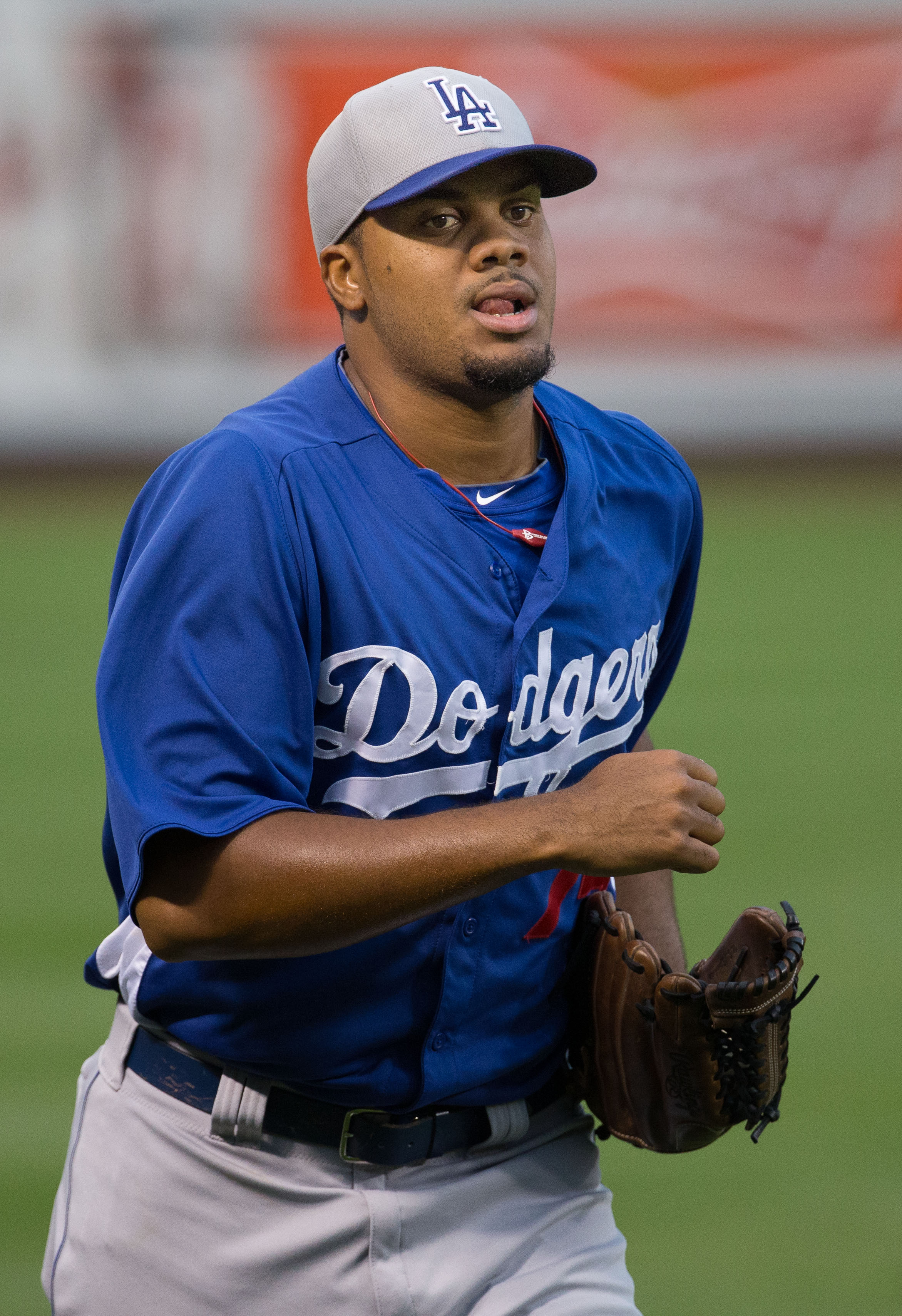
Jansen con Los Angeles Dodgers en 2013

Jansen fue una incorporación tardía al equipo nacional de béisbol de los Países Bajos para el Clásico Mundial de Béisbol de 2013, ya que fue agregado a la lista para las semifinales pero no apareció en el juego.
Comenzó el 2013 como el preparador en el bullpen, pero reasumió el rol de cerrador cuando League tuvo problemas. Estaba en 75 juegos con un récord de 4-3, efectividad de 1.88 y 28 salvamentos. No permitió ninguna carrera, en tres apariciones en la Serie de División de la Liga Nacional 2013 (NLDS) contra los Bravos de Atlanta pero fue menos efectivo en la Serie de Campeonato (NLCS) contra los Cardenales, permitiendo dos carreras en dos entradas.

#### 2014
El 11 de febrero de 2014, evitó su primera audiencia de arbitraje al firmar un contrato de 4.3 millones de dólares con los Dodgers. Totalmente establecido como el cerrador de los Dodgers en 2014, Jansen trabajó en 68 juegos con una efectividad de 2.76, 101 ponches y 44 salvamentos. Se convirtió en el cuarto lanzador de los Dodgers en la historia con más de 40 salvamentos en una temporada, junto a Éric Gagné (que lo hizo tres veces), Todd Worrell y Jeff Shaw. Solo lanzó una entrada en el NLDS contra los Cardenales.

#### 2015
El 16 de enero de 2015, nuevamente evitó el arbitraje al firmar un contrato de 7.425 millones por un año con los Dodgers. Sin embargo, el 17 de febrero, se sometió a una cirugía para extirpar un crecimiento de un hueso en su pie izquierdo. El tiempo de recuperación lo mantuvo inactivo hasta mayo. Finalmente se activó fuera de la lista de lesionados el 15 de mayo y se reincorporó a la lista de los Dodgers. ponchó a 23 bateadores en sus primeros 14 juegos de la temporada, sin permitir una sola base por bolas. Esto rompió los récords del equipo de Jay Howell (establecido en la temporada de 1991) de 13 juegos sin una base por bolas para comenzar una temporada y 20 ponches sin una base por bolas para comenzar una temporada. Terminó ponchando a 27 antes de que finalmente cayera un bateador el 30 de junio, a ocho del récord de Grandes Ligas. Hizo 54 apariciones para el equipo en 2015 con una efectividad de 2.41 y 36 salvamentos. También ponchó a 80 bateadores, mientras que solo anotó 8 en toda la temporada. Se convirtió en el primer lanzador de los Dodgers con cinco temporadas de 80 ponches o más en relevo. En su último año de arbitraje, Jansen firmó un contrato por un año, 10.65 millones, con los Dodgers el 15 de enero de 2016.

#### 2016
El 20 de junio de 2016, recogió su salvado número 162 de su carrera contra los Nacionales de Washington, rompiendo el récord de franquicia de todos los tiempos de Éric Gagné. También fue seleccionado para el equipo de la Liga Nacional para el Juego de Estrellas de las Grandes Ligas 2016, fue su primera selección de estrellas. El 24 de agosto, empató el récord de franquicia de Jim Brewer para ponches por un relevista con el 604º de su carrera. En 71 juegos, tenía foja de 3-2 con 1.83 de efectividad y 47 rescates, lo que le valió el Premio Trevor Hoffman de la Liga Nacional de Liberador del Año.

#### 2017

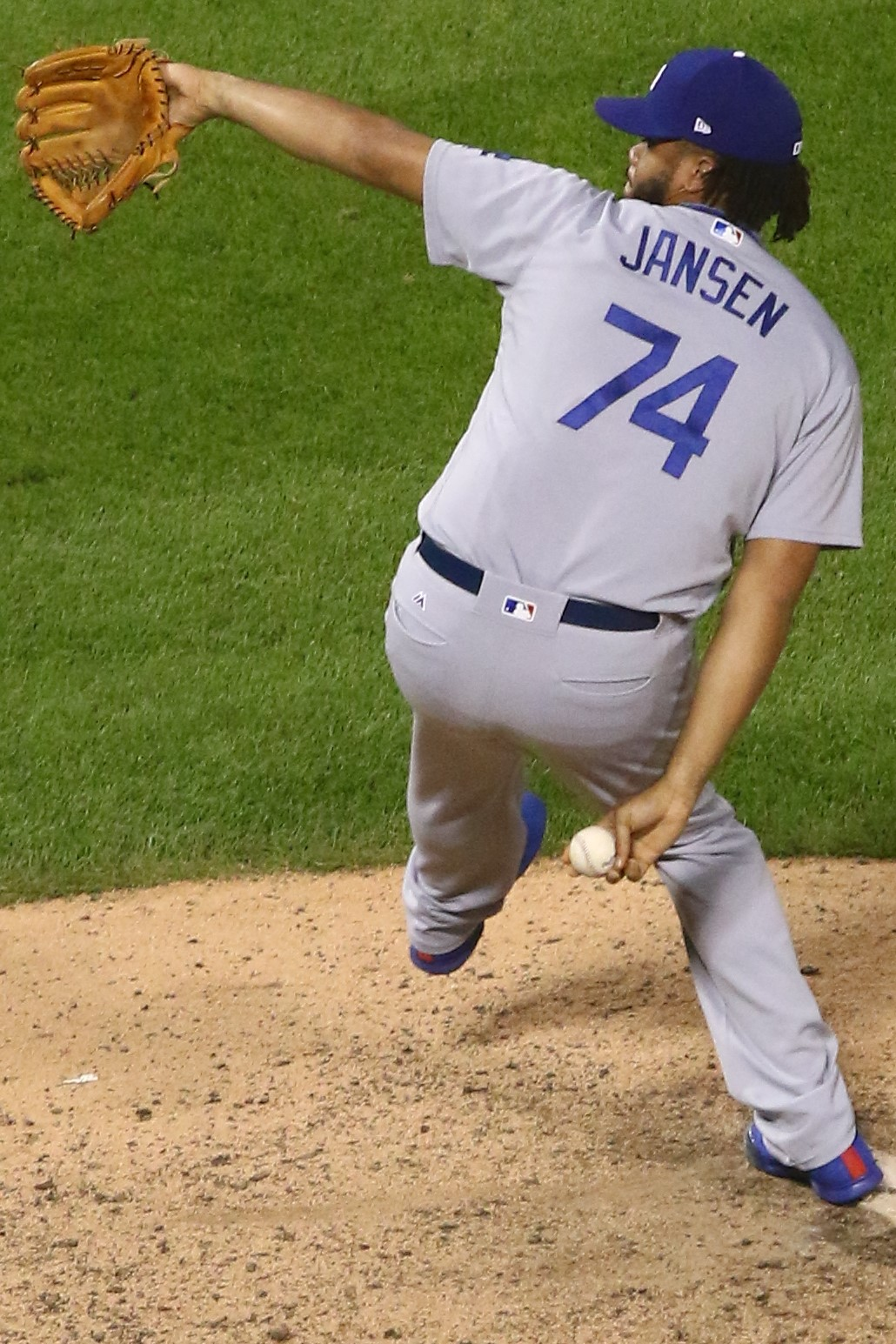
Jansen lanzando para Los Angeles Dodgers en 2017

El 10 de enero, los Dodgers anunciaron la renovación de la firma de Jansen por un contrato de 80 millones de dólares por cinco años. El 11 de junio, registró su salvación número 200 de su carrera contra los Rojos de Cincinnati.
El 2 de junio, grabó su 36 ° ponche de la temporada, estableciendo un récord de la temporada MLB para la mayoría de los ponches sin dar un paseo. El récord anterior se llevó a cabo por el abridor de los Cardenales de San Luis, Adam Wainwright, quien ponchó a 35 bateadores antes de dar un paseo en la temporada 2013. La racha eventualmente alcanzó 51 ponches antes de registrar su primera anotación de la temporada el 25 de junio contra los Rockies de Colorado. Fue nombrado en su segundo juego de estrellas consecutivo. Por segundo año consecutivo, fue galardonado con el Premio Trevor Hoffman de la Liga Nacional de Relevo del Año.

## Estilo de picheo

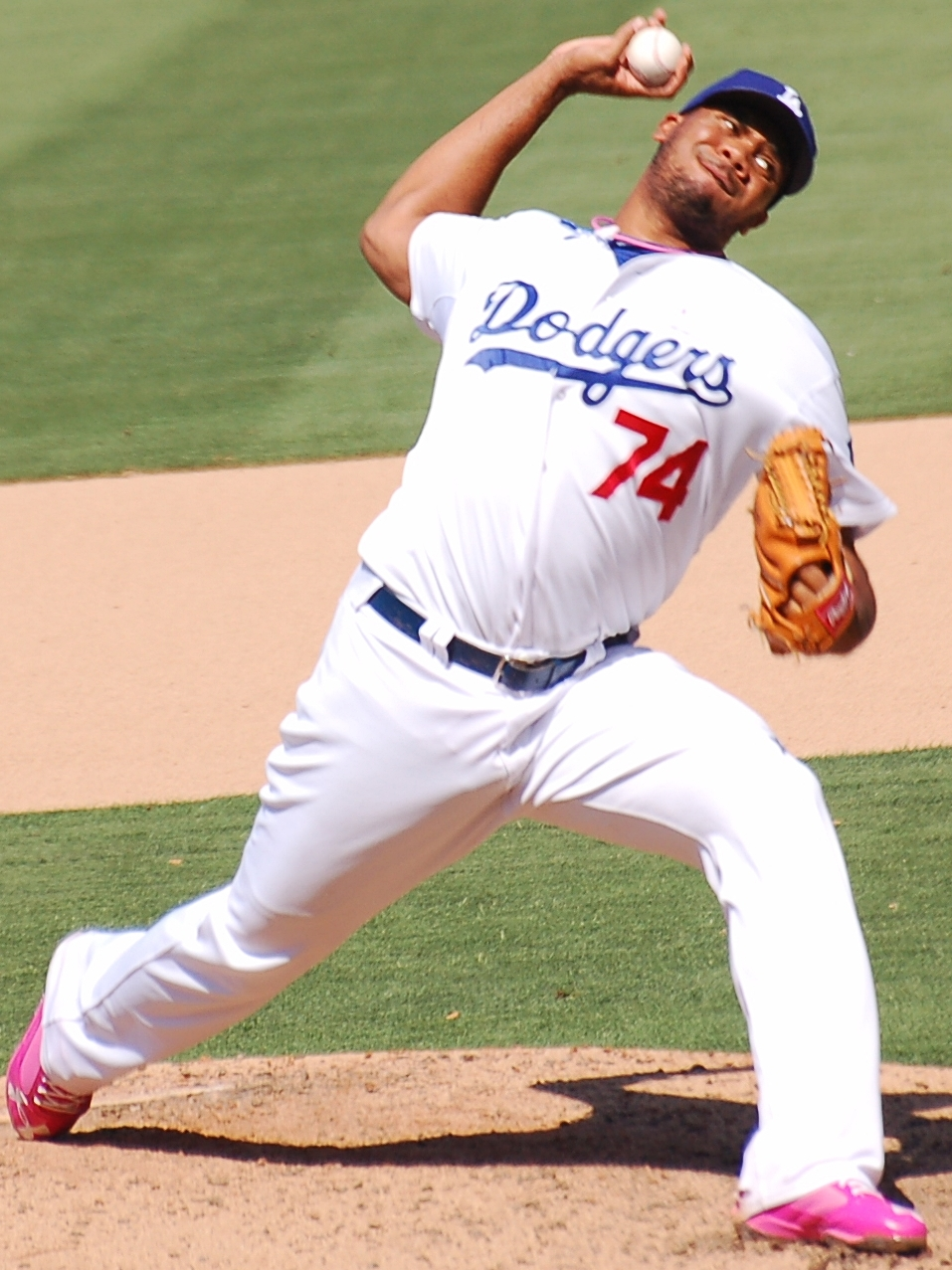
Kenley Jansen

Jansen se basa casi exclusivamente en una bola rápida de corte a 98 mph, haciendo que sea mucho más rápido que Mariano Rivera. En 2012, usó este tono aproximadamente el 93% del tiempo. Su otro lanzamiento principal es un control deslizante en los 80 bajos. Experimentó con un cambio en las temporadas 2009-2011 y debutó una bola rápida de cuatro vetas al final de la temporada 2012. Jansen confía tanto en el movimiento como en el comando excepcional, lanzando más del 70% de golpes.
Jansen ha registrado índices de ponches extremadamente altos, obteniendo 54.6 ponches por cada 9 entradas hasta la temporada 2012. Este es el segundo total más alto en la historia entre lanzadores que lanzaron al menos 140 entradas (solo detrás de Craig Kimbrel).
Su estilo de picheo tiene unos "tics" repetitivos que consiste en 2 movimientos repentinos de cadera ante de iniciar el wide up, lo que lo hace un tanto extraño y particular, pero no altera su altisima eficacia plasmada en la cantidad de ponches y el bajo porcentaje de base por bola. Es un picher extraordinario

## Problemas de salud
Fue diagnosticado en 2011 con un latido irregular del corazón (fibrilación auricular) y se perdió un tiempo esa temporada mientras se le aplicaron anticoagulantes para corregir el problema. Sin embargo, el problema resurgió a fines de la temporada 2012 y nuevamente se perdió un tiempo considerable mientras recibía tratamiento. El 24 de octubre de 2012, Jansen se sometió a un procedimiento de tres horas en el que un cirujano identificó tejido anormal en su aurícula izquierda que generaba señales eléctricas anormales y lo cauterizaba.

## Vida personal
Jansen vive con sus padres en Curazao durante el receso de temporada, y viven con él en Los Ángeles cuando lo visitan durante la temporada. Tiene una hija que nació el 16 de marzo de 2013, Natalia Hannah Jansen y un hijo Kaden Isaiah Jansen nacido el 16 de agosto de 2015.